# Jennifer Lyn Jackson
Jennifer Lyn Jackson (21 de março de 1969 - 22 de janeiro de 2010) foi uma modelo estadunidense. Foi a playmate da Playboy americana do mês de Abril de 1989.